# Cazierius granulosus
Espèce
Cazierius granulosus est une espèce de scorpions de la famille des Diplocentridae.

## Distribution
Cette espèce est endémique de la province de Granma à Cuba. Elle se rencontre vers Pilón.

## Description
La femelle holotype mesure 30,6 mm.

## Publication originale
- Teruel, 2013 : La subfamilia Diplocentrinae (Scorpiones: Scorpionidae) en Cuba. Sexta parte: Nueva especie de Cazierius Francke 1978. Revista Iberica de Arachnologia, no 23, p. 43-48 (texte intégral).